# Abigél Joóová
Abigél Joóová (* 6. srpen 1990 Budapešť, Maďarsko) je maďarská zápasnice–judistka.

## Sportovní kariéra
S judem začínala v 8 letech. Připravuje se pod vedením Gábora Pánczéla v klubu KSI Budapešť. V maďarské seniorské reprezentaci se pohybuje od roku 2008, od roku 2010 v polotěžké váze do 78 kg. V roce 2012 se kvalifikovala na olympijské hry v Londýně. Ve čtvrtfinále v zápase s Američankou Kaylou Harrisonovou se po minutě boje ujala vedení na wazari technikou uči-mata. V polovině zápasu jí Američanka ji chytila při nástupu do harai makikomi za nohu a poslala kolenem přímo na zem. Bylo z toho zranění menisku, po kterém s obtížemi zvládala chodit. Zápas nevzdala, ale bodový náskok do konce hrací doby neudržela. Harrisonová jí ve třetí minutě zápasu poslala technikou o-soto-gari na ippon. V opravách předvedla heroický výkon, když dokázala krásnou uči-matou hodit Polku Darii Pogorzelecovou na ippon. V souboj o bronz již nestačila na Francouzku Audrey Tcheuméovou a obsadila 5. místo.
V roce 2016 se kvalifikovala na olympijské hry v Riu a od prvního kola musela čelit náročnému losu. Ve druhém kole odolala v boji na zemi úřadující mistryně světa Japonce Mami Umekiové a zvítězila na juko. V opakovaném čtvrtfinále z před čtyř let s Američankou Kaylou Harrinovou však na lépe připravenou soupeřku nestačila a obsadila 7. místo.
Abigél Joóová je levoruká judistka, která se pere z pravého úchopu. Její osobní (výstavní) technikou je uči-mata prováděna blízko u těla s úchopem na zádech (sambistická uči-mata).

### Vítězství
- 2009 - 1x světový pohár (Sofie)
- 2010 - 2x světový pohár (Varšava, Bukurešť)
- 2011 - 2x světový pohár (Baku, Abú Zabí)
- 2013 - 2x světový pohár (Baku, Moskva)
- 2016 - 3x světový pohár (Havana, Záhřeb, Taškent)

## Výsledky
| Olympijské hry     |    |    | —  |    |     |    | 5. |     |     |     | 7. |    |  |  |  |  |  |  |  |  |  |  |  |  |  |  |  |
| Mistrovství světa  |    | —  |    | —  | úč. | 7. |    | úč. | úč. | úč. |    |    |  |  |  |  |  |  |  |  |  |  |  |  |  |  |  |
| Evropské hry       |    |    |    |    |     |    |    |     |     | 7.  |    |    |  |  |  |  |  |  |  |  |  |  |  |  |  |  |  |
| Mistrovství Evropy | —  | —  | —  | —  | 1.  | 5. | 1. | 3.  | 3.  | 7.  | 7. | 3. |  |  |  |  |  |  |  |  |  |  |  |  |  |  |  |
| ME do 23 let       | —  | 3. | —  | 1. | 1.  | 1. | 1. |     |     |     |    |    |  |  |  |  |  |  |  |  |  |  |  |  |  |  |  |
| MS juniorů         | —  |    | 3. | 3. |     |    |    |     |     |     |    |    |  |  |  |  |  |  |  |  |  |  |  |  |  |  |  |
| ME juniorů         | —  | 3. | 1. | 1. |     |    |    |     |     |     |    |    |  |  |  |  |  |  |  |  |  |  |  |  |  |  |  |
| ME dorostenců      | 3. |    |    |    |     |    |    |     |     |     |    |    |  |  |  |  |  |  |  |  |  |  |  |  |  |  |  |